# Санкт-Штефан (Берн)
Санкт-Штефан (нем. Sankt Stephan BE) — коммуна в Швейцарии, в кантоне Берн.
Входит в состав округа Оберзимменталь. Население составляет 1336 человек (на 31 декабря 2006 года). Официальный код — 0793.